# چکر موتورز
چکر موتورز (انگلیسی: Checker Motors) شرکت خودروسازی آمریکایی بود، که در سال ۱۹۲۲ توسط موریس مارکین تأسیس شد.